# Žarko Hrvatič
Žarko Hrvatič, italijanski violinist slovenskega rodu, * 20. junij 1946, Trst, Svobodno tržaško ozemlje. 
Osnovno šolo in licej Franceta Prešerna je obiskoval v rojstnem kraju kjer je leta 1965 tudi maturiral ter obenem intenzivno študiral glasbo in 1970 diplomiral iz violine na konservatoriju »Tartini« v Trstu, 1980 pa tudi na Akademiji za glasbo v Ljubljani pri profesorju  Dejanu Bravničarju. Dopolnilni študij je nadaljeval v Moskvi na Glasbeno-pedagoškem inštitutu »Gnjesinih« pri profesorju Albertu Markovu. Hrvatič se je uveljavil kot solist in kot član raznih komornih skupin. V šolskem letu 1977/1978 je bil docent violine v Vicenzi, leta 1978 pa je postal docent violine na konservatoriju »Tartini« v Trstu.  